# Wedel
Pour les articles homonymes, voir Wedel (homonymie).
Wedel est une ville de l'arrondissement de Pinneberg, dans le Land de Schleswig-Holstein, Allemagne. Elle est située sur la rive droite de l'Elbe, à environ 20 km au sud d'Elmshorn, et elle est immédiatement limitrophe de l'arrondissement hambourgeois d'Altona.

## Histoire
| Appartenances historiques Comté de Holstein-Pinneberg 1290-1640 Duché de Holstein-Glückstadt 1640-1773 Duché de Holstein 1773-1866 Royaume de Prusse (Province du Schleswig-Holstein) 1866-1918 République de Weimar 1918-1933 Reich allemand 1933-1945 Allemagne occupée 1945-1949 Allemagne 1949-présent |

## Attractions touristiques
- L'attraction principale de Wedel est le Station d'accueil des navires de Willkomm-Höft (Wedel-Schulau Willkomm-Höft), créé en 1952 pour accueillir les navires entrants.

## Jumelages
- Caudry (France) depuis 1985[1]
- Wolgast (Allemagne) depuis le 24 novembre 1990[2]

## Personnages liés à la ville
- Oceana, chanteuse née à Wedel qui a interprété Endless summer, la chanson officielle de l'Euro 2012.